# Monte Xesteiras
El Monte xesteiras es un alto situado en el municipio de Cuntis en la provincia de Pontevedra,de 716 metros de altura, que limita con los términos municipales de La Estrada y Valga.Por ella transcurre una ruta  PR- G 136 As canteiras da Pedra Mona, cuya ruta transita  por Magán (Estacas, Cuntis), Requián (Frades, La Estrada) y Vilariño  (Frades, La Estrada).
En el vértice Xesteiras se hallan el Alto de las Tres Laguiñas, Curro de Xesteiras, en Couselo, la Pedra da Aguia, las Canteras de Xesteiras y la Piedra de los Soldados.
En el mismo monte se encuentra un radar meteorológico, propiedad de Meteogalicia, llamativo por su altura y la gran esfera que lo corona. Desde lo más alto se pueden ver las Rías Bajas, la zona de Santiago de Compostela, así como las comarcas limítrofes.

## Recorrido
Según la página de turismo santiago,el recorrido ws el siguiente: La Ruta de As Canteiras da Pedra Mona transcurre por diferentes núcleos de población, uno de Cuntis, Magán, y dos de La Estrada, Requián y Vilariño. El punto de unión entre las tres aldeas está en el Xesteiras, cumbre de un monte que domina las comarcas de Ulla-Umia y Tabeirós.
En el recorrido podrás descubrir su patrimonio natural y cultural. Alcornocales, robledales ("carballeiras"), regatos y singulares piedras como las Escorregadas, la del Águia o A Mona, linde de tres municipios; etnografía ejemplificada en el viejo camino de arrieros y en los molinos, hórreos, graneros y fuentes; y destacados bienes eclesiásticos como las capillas de Santa Lucía y la de los Milagros. Todo en un paisaje que incluye vistas de la desembocadura del Ulla.

### Datos sobre el recorrido
Municipios por los que transcurre: La Estrada, Cuntis
Punto de inicio y fin: Requián
Dificultad física: Alta
Dificultad terreno: Media
Tiempo: 4 horas
Distancia: 14 kilómetros
- Datos: Q24001086